# Josh Cooke
Josh Cooke (Filadelfia, Pensilvania; 22 de noviembre de 1979) es un actor estadounidense.

## Biografía
Estudió en la Universidad de California en Los Ángeles, donde se graduó en teatro en 2004. Se casó con Eleisha Eagle en abril de 2011.

### Carrera
Debutó en televisión en Once and Again, en 2002. Desde entonces ha trabajado continuamente en distintas series como Without A Trace, Committed (siendo protagonista), Better with You, Big Day, Scrubs, Numb3rs, Dexter (2012) y Castle Rock (2018).
En 2006, Cooke coprotagonizó, junto a Eddie Kaye Thomas y Kip Pardue, la película Wasted. Al año siguiente apareció en Snowglobe  y Young People Fucking. 
Cooke fue el protagonista de la comedia sexual, Bachelor Party 2: The Last Temptation, lanzada directamente para DVD en 2008.
En 2009 tuvo un pequeño papel en I Love You, Man como pareja de Andy Samberg.
En 2010 fue parte del reparto de A Fork in the Road, uno de los protagonistas de Quarantine 2: Terminal. y de Group Sex, junto a Greg Grunberg y Odette Yustman.
En 2016 formó el elenco secundario de Hail, Caesar!, escrita y dirigida por los hermanos Coen.

## Filmografía
| - Partner (2005) - Wasted (2006) - Snowglobe (2007) - Young People Fucking (2007) - My Sassy Girl (2008) - Bachelor Party 2: The Last Temptation (2008) - I Love You, Man (2009) - Barbariana: Queen of the Savages (2009) - A Fork in the Road (2010) - Quarantine 2: Terminal (2010) - Group Sex (2010) - 16-Love (2012) - Finding Joy (2013) - The Opposite Sex (2014) - Hail, Caesar! (2016) | - Once and Again (2002) - L.A. Dragnet (2003) - 10-8: Officers on Duty (2003) - Sin rastro (2004) - Unscripted (2005) - Committed (2005) - Curb Your Enthusiasm (2005) - Robot Chicken (2006) - Four Kings (2006) - Big Day (2006-2007) - Law Dogs (Telefilme) (2007) - The King of Queens (2007) - Snowglobe (Telefilme) (2007) - Notes from the Underbelly (2007-2010) - My Best Friend's Girl (Telefilme) (2008) - The Ex List (2008) - Fourplay (Telefilme) (2008) - Saving Grace (2008) - Lost & Found (Telefilme) (2009) - Dollhouse (2009) - Scrubs (2009) - Numb3rs (2009) - The Closer (2009) - Suitemates (2010) - In Plain Sight (2010) - Dexter (2011-2012) - Better with You (2010-2011) - Hart of Dixie (2014-2015) - Castle Rock (2018) |